# There’s No Place Like America Today
Az 1975-ös There’s No Place Like America Today Curtis Mayfield hetedik nagylemeze. Bekerült az 1001 lemez, amit hallanod kell, mielőtt meghalsz könyvbe.
A Hard Times eredetileg a Baby Huey & the Babysitters dala volt, többen is feldolgozták. A Blue Monday People utalás Fats Domino Blue Monday dalára. A So In Love Mayfield egyik legszebb szerelmes dala, míg a Billy Jack elérte a korábbi Superfly sikerét, a dalt Lenny Kravitz feldolgozta az A Tribute to Curtis Mayfield albumon.

## Az album dalai
|    | Cím                                     | Szerző(k)       | Hossz |
| -- | --------------------------------------- | --------------- | ----- |
| 1. | Billy Jack                              | Curtis Mayfield | 6:10  |
| 2. | When Seasons Change                     | Mayfield        | 5:28  |
| 3. | So In Love                              | Mayfield        | 5:15  |
| 4. | Jesus                                   | Mayfield        | 6:13  |
| 5. | Blue Monday People                      | Mayfield        | 4:50  |
| 6. | Hard Times                              | Mayfield        | 3:45  |
| 7. | Love To The People                      | Mayfield        | 4:07  |
| 8. | Hard Times (hosszú változat, bónuszdal) | Mayfield        | 3:57  |

## Közreműködők
- Curtis Mayfield – gitár, ének
- Gary Thompson, Phil Upchurch – gitár
- Joseph "Lucky" Scott – basszusgitár
- Quinton Joseph – dob
- Henry Gibson – ütőhangszerek
- Rich Tufo – hangszerelés

## Fordítás
Ez a szócikk részben vagy egészben a There's No Place Like America Today című angol Wikipédia-szócikk ezen változatának fordításán alapul.  Az eredeti cikk szerkesztőit annak laptörténete sorolja fel. Ez a jelzés csupán a megfogalmazás eredetét és a szerzői jogokat jelzi, nem szolgál a cikkben szereplő információk forrásmegjelöléseként.